# ۱۰۰ (قمری)
۱۰۰ (قمری)، صدمین سال در گاهشماری هجری قمری است. اول محرم این سال برابر با هفتم اوت سال ۷۱۸ میلادی است.

## زادگان
- ابومسلم خراسانی